# Valentine Demy
Valentine Demy (Pisa, Toscana; 24 de enero de 1963) es una actriz pornográfica italiana.
Antigua campeona de culturismo, después de trabajar como modelo comenzó su carrera en el cine, participando en películas eróticas como Snack Bar Budapest (1988) y Paprika (1991), ambas de Tinto Brass) así como en otras películas fueron Abbronzatissima (de Bruno Gaburro, junto a Jerry Cala) y Dirty love (1988) de Joe D'Amato.
Su debut oficial en el porno fue en 1994 a los 31 años edad, aunque antes realizó filmes amateurs.
En 2006 fue presidenta por un breve período del Pontedera Calcio, club de fútbol que en ese momento jugaba en la Serie D.
Casada con Roberto Bellagamba, varias veces campeón del mundo de culturismo y ahora empleado de la cafetería de la Universidad de Pisa.